# 阿拜哈薩克國立師範大學
阿拜哈薩克國立師範大學（羅馬化：Abaý atındağı Qazaq Ulttıq pedagogïkalıq wnïversïteti）是中亞領先的研究所之一。它位於哈薩克阿拉木圖市中心。2003年，阿拜哈薩克國立師範大學的學生人數達到創紀錄的23,000多人，其中大部分來自哈薩克和其他中亞國家。

## 歷史
該教育機構的前身是哈薩克教育學院——一所中等專業教育機構，於1920年在塔什干師範學校的基礎上成立。1920年代後期，哈薩克教育學院改建為哈薩克高中學生進入大學和工人學院的預備課程。從1928年到1929年，教育機構由Saken Seifullin領導。1933年10月15日，哈薩克教育學院關閉。
未來的哈薩克國立師範大學成立於1928年，名稱為「哈薩克國立大學」。 1930年，大學更名為「哈薩克教育學院」（KazPI），1935年學院以阿拜命名。
1990年，學院改制為阿拜哈薩克國立師範大學。1992年11月24日，根據哈薩克斯坦共和國內閣令，以阿拜命名的KazSPU改建為以阿拜命名的阿拉木圖國立大學。2000年8月，根據哈薩克政府法令，阿拜國立大學改制為封閉式股份公司「以阿拜命名的阿拉木圖大學」。
2003年12月，根據哈薩克政府法令，CJSC「以阿拜命名的阿拉木圖大學」在擁有經濟管理權的基礎上，改制為共和國國營企業「以阿拜命名的哈薩克斯坦國立師範大學」。

## 院系名單
- 語言學院
- 物理與數學學院
- 歷史學院
- 生態地質學院
- 生物化學學院
- 心理學系
- 藝術學院
- 經濟科學學院
- 國際關係學院
- 預科（國際學生）

## 外部連結
- Home Page of Abai Kazakh National Pedagogical University （页面存档备份，存于）
- Implementation programme of Abai Kazakh National Pedagogical University （页面存档备份，存于）
- Distance Learning through Abai University （页面存档备份，存于）